# Llantarnam
Llantarnam (en anglais) ou Llanfihangel Llantarnam (en gallois) est une communauté du borough de comté de la Torfaen, au pays de Galles. Il s'agit d'une banlieue résidentielle de Cwmbran située au sud-est du centre-ville, à mi-chemin de la ville de Caerleon.
Il abrite l'abbaye de Llantarnam, ancien monastère cistercien médiéval.

## Démographie
Au recensement de 2011, la communauté de Llantarnam comptait 4 125 habitants.